# 1995 HM5
1995 HM5, também escrito como 1995 HM5, é um objeto transnetuniano (TNO) que está localizado no cinturão de Kuiper, uma região do Sistema Solar. Ele é classificado como um plutino, pois, o mesmo está em uma ressonância orbital de 2:3 com o planeta Netuno. Ele possui uma magnitude absoluta (H) de 7,7 e, tem um diâmetro estimado com cerca de 127 km, por isso é pouco provável que possa ser classificado como um planeta anão, devido ao seu tamanho relativamente pequeno.

## Descoberta
1995 HM5 foi descoberto no dia 03 de abril de 1995 pelo astrônomo J. X. Luu.

## Órbita
A órbita de 1995 HM5 tem uma excentricidade de 0.251 e possui um semieixo maior de 39.458 UA. O seu periélio leva o mesmo a uma distância de 29.573 UA em relação ao Sol e seu afélio a 49.344.